# Their Satanic Majesties Request
Their Satanic Majesties Request — студийный альбом рок-группы The Rolling Stones, вышедший 8 декабря 1967 года.

## Об альбоме
Записывать диск начали ещё в феврале 1967, но поскольку Мик Джаггер и Кит Ричардс в разное время попадали в тюрьму за употребление наркотиков (в частности, ЛСД), процесс был завершён к ноябрю. Менялось и название. Первое название было — Cosmic Christmas, затем Her Satanic Majesty Requests And Requires, потом пришли к окончательному названию. Единственный альбом группы, выдержанный в стиле психоделический рок. Считается, что он был выпущен группой в качестве «ответа» на известный альбом Beatles Sgt. Pepper’s Lonely Hearts Club Band.

## Список композиций
Все песни написаны Миком Джаггером и Китом Ричардсом, кроме отмеченной.
| №  | Название                                    | Длительность |
| -- | ------------------------------------------- | ------------ |
| 1. | «Sing This All Together»                    | 3:46         |
| 2. | «Citadel»                                   | 2:50         |
| 3. | «In Another Land» (Билл Уаймен)             | 3:15         |
| 4. | «2000 Man»                                  | 3:07         |
| 5. | «Sing This All Together (See What Happens)» | 8:33         |

| №   | Название                     | Длительность |
| --- | ---------------------------- | ------------ |
| 6.  | «She's a Rainbow»            | 4:35         |
| 7.  | «The Lantern»                | 4:24         |
| 8.  | «Gomper»                     | 5:08         |
| 9.  | «2000 Light Years from Home» | 4:45         |
| 10. | «On with the Show»           | 3:40         |

## Участники
- Мик Джаггер — вокал, бэк-вокал, перкуссия, гитара, гармоника, клавишные.
- Кит Ричардс — электро- и акустическая гитары, бас, меллотрон, бэк-вокал.
- Брайан Джонс — орган, меллотрон, блокфлейта, электрический дульцимер, ситар, концертная арфа, перкуссия, бэк-вокал.
- Чарли Уоттс — ударные, перкуссия.
- Билл Уаймен — бас, перкуссия, бэк-вокал, вокал.

Приглашённые музыканты:
- Ники Хопкинс — пианино, орган, клавесин, меллотрон.
- Эдди Крамер — перкуссия.
- Анита Палленберг — бэк-вокал.
- Джон Пол Джонс — аранжировка струнных на В1.
- Ронни Лэйн и Стив Марриотт — бэк-вокал на А3.
- Джон Леннон и Пол Маккартни — бэк-вокал на А5.
- Неизвестные музыканты — струнные и духовые инструменты.